# ミレイユ・バウアー
ミレイユ・バウアー（Mireille Bauer、1951年8月24日 - 、フランス北東部アルザス地域圏のバール生まれ）は、フランスの打楽器奏者であり、ゴングの元メンバーである。
彼女の当時のボーイフレンドであるピエール・ムーランを通じて、彼女は最初にアルバム『エンジェルズ・エッグ』と『ユー』のセッション・メンバーとしてゴングに参加した後、『エクスプレソーII』を含む以降のアルバムのためにバンドに正式に加入した（その時点でバンドはピエール・ムーランズ・ゴングとなった）。その後、バンドを脱退し、プログレッシブ・ロック/フュージョン・バンドのEdition Speciale（1978年-1979年）に参加。この期間中、彼女はゴングのベーシストであったフランシス・モーズと暮らしていた。
1980年代、彼女はジョン・グリーヴスのバック・バンドで演奏し、フランソワ・オヴィドと共演した。彼らは後に結婚し、2人の子供を持った。
その後、1990年代には、アール・ゾイと仕事している。